# Karlukovo
Karlukovo (bulgariska: Карлуково) är ett distrikt i Bulgarien.   Det ligger i kommunen Obsjtina Lukovit och regionen Lovetj, i den nordvästra delen av landet, 80 km nordost om huvudstaden Sofia.
Trakten runt Karlukovo består till största delen av jordbruksmark. Runt Karlukovo är det ganska glesbefolkat, med 43 invånare per kvadratkilometer.